# Cyrtodactylus feae
Cyrtodactylus feae är en ödleart som beskrevs av  George Albert Boulenger 1893. Cyrtodactylus feae ingår i släktet Cyrtodactylus och familjen geckoödlor. IUCN kategoriserar arten globalt som otillräckligt studerad. Inga underarter finns listade i Catalogue of Life.